# Amtsgericht Essen-Steele

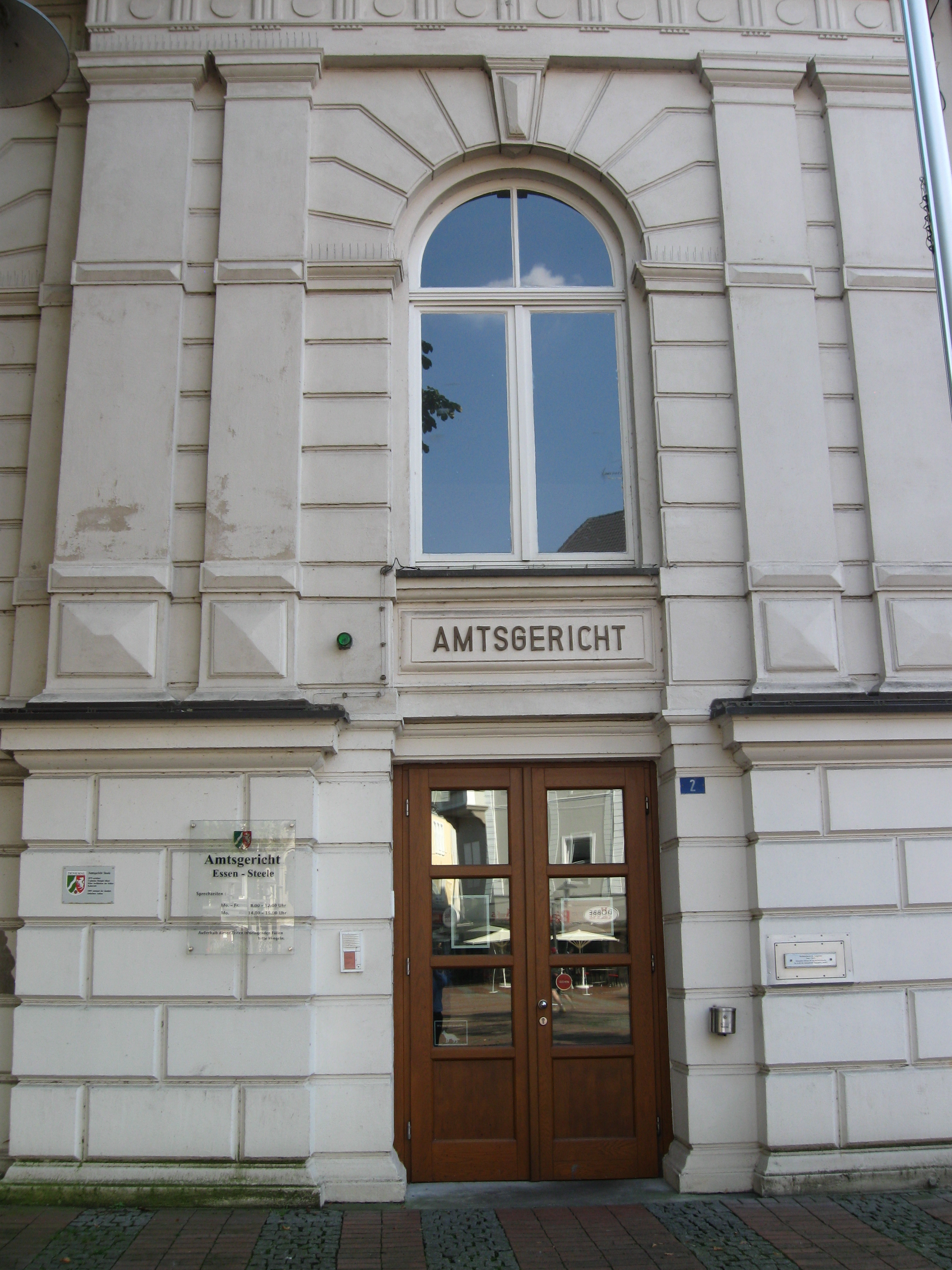
Eingang zum Amtsgericht Essen-Steele am Grendplatz 2

Das Amtsgericht Essen-Steele mit Sitz im Essener Ortsteil Steele ist für die Stadtteile Burgaltendorf, Byfang, Freisenbruch, Horst, Kray, Kupferdreh, Leithe, Steele, Überruhr-Hinsel und Überruhr-Holthausen zuständig.

## Geschichte
Das Amtsgericht Steele wurde am 1. Oktober 1879 als Königlich-Preußisches Amtsgericht gegründet. Ursprünglich waren im Rahmen der Justizreform durch die Reichsjustizgesetze, mit der auch das Landgericht Essen errichtet wurde, lediglich Amtsgerichte in Essen und in Werden geplant. Doch wurden auf Druck der Bürgerschaften schließlich auch Amtsgerichte in Borbeck und Steele gegründet. Das Amtsgericht Steele war u. a. für die damals selbstständige Stadt Steele und die Landbürgermeisterei, für Königssteele und Kray zuständig.
Das Amtsgericht nahm seinen Betrieb 1879 mit zwei Richtern, drei Gerichtsschreibern, zwei Kanzleiangestellten, einem Gerichtsvollzieher und einem so genannten Unterbeamten auf. Im selben Jahr entstand das Gebäude am heutigen Grendplatz, direkt neben der bereits 1874 errichteten Post. Das Gerichtsgebäude wurde durch die Stadt Steele errichtet und zunächst an die Justiz vermietet, gelangte später ins Eigentum des Landes Nordrhein-Westfalen. Seit den 1960er Jahren gab es aufgrund notorischen Platzmangels nacheinander mehrere Nebenstellen des Gerichts. Auch ein Neubau in der Nähe des Dreiringplatzes war zeitweilig in der Planung. Seit 1984 steht das Gerichtsgebäude unter Denkmalschutz. Seit 1999 befindet sich das Amtsgericht Essen-Steele mit allen Abteilungen am Grendplatz. Dazu wurde das frühere Postgebäude am Grendplatz 4 umgebaut und mit dem Gerichtsgebäude verbunden.
2004 hatte das Amtsgericht Essen-Steele insgesamt 56 Beschäftigte, nämlich acht Richterinnen und Richter, acht Rechtspflegerinnen und Rechtspfleger, acht Beamtinnen und Beamte des mittleren Dienstes, 18 Angestellte, acht Gerichtsvollzieherinnen und Gerichtsvollzieher, vier Wachtmeister und zwei Reinigungskräfte.

## Übergeordnete Gerichte
Im Instanzenzug sind dem Amtsgericht Essen-Steele das Landgericht Essen, das Oberlandesgericht Hamm sowie der Bundesgerichtshof übergeordnet.